# Johannes Zick

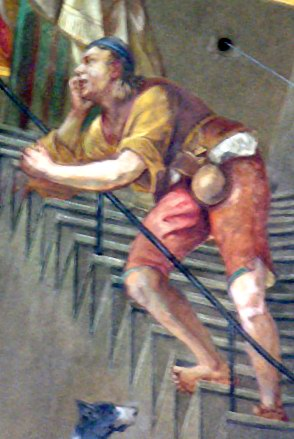
Selbstbildnis Johannes Zick 1748 in der Stadtpfarrkirche in Biberach

Johannes (Johann) Zick (* 10. Januar 1702 in Lachen; † 4. März 1762 in Würzburg) war ein süddeutscher Freskomaler und Vater des Malers Januarius Zick (1730–1797).

## Leben
Johann Zick begann seine berufliche Laufbahn als Eisenschmied in der väterlichen Werkstatt. 1721–1724 machte er eine Lehre beim Konstanzer Hofmaler Jacob Carl Stauder. Zwischen 1723 und 1725 malte er zusammen mit ihm die Deckenbilder für die Münchner Mariahilf-Kirche.

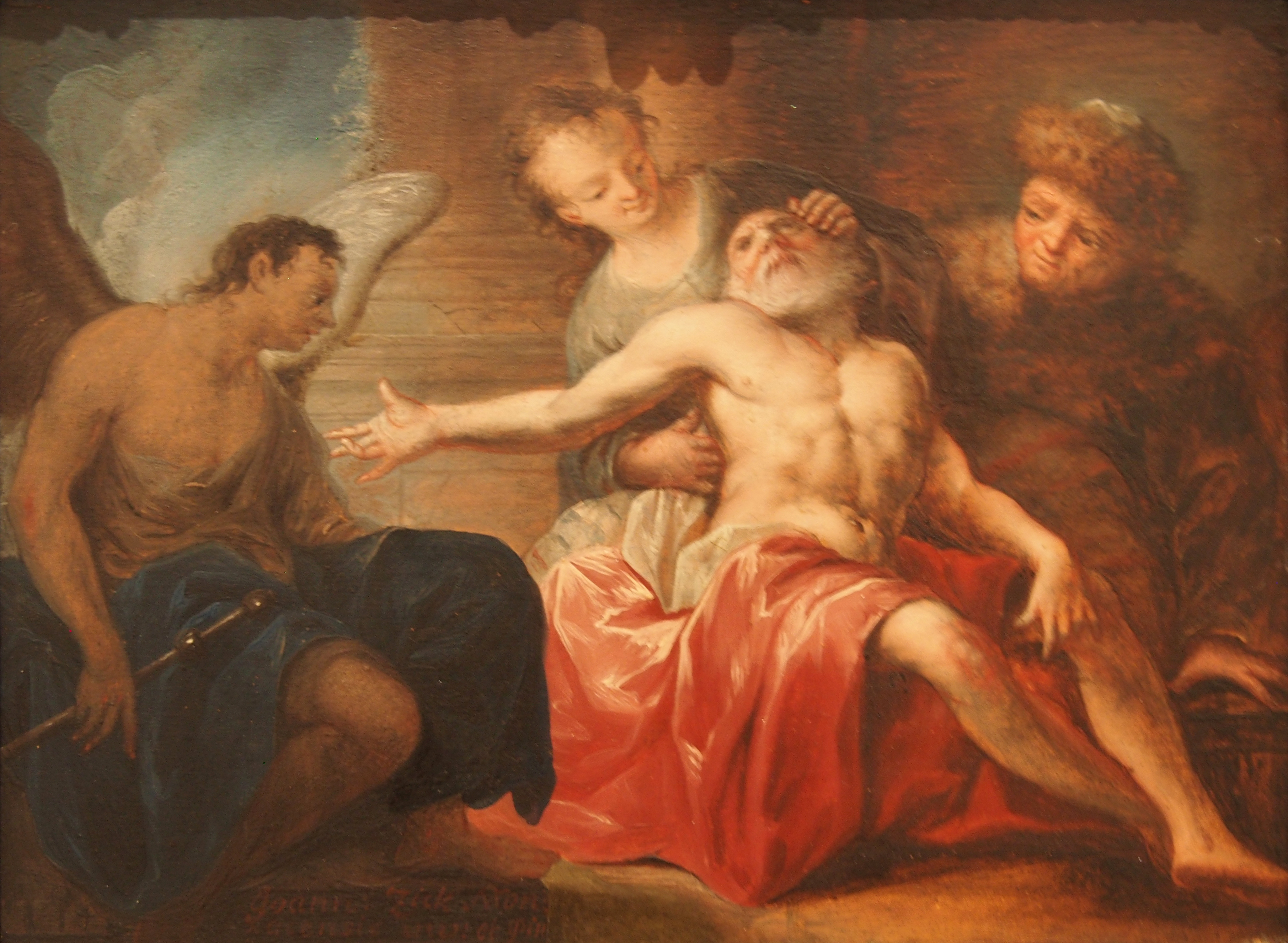
Heilung des Tobias

Mit seiner Familie zog er 1728 nach München um, wo er 1732 zum Hofmaler des Freisinger Fürstbischofs Herzog Johann Theodor von Bayern ernannt wurde. In München wurde 1730 sein Sohn Januarius Zick geboren, der ebenfalls als Maler bekannt wurde. Johannes Zick erhielt Anregungen für seine Entwicklung als Freskomaler durch die spätbarocke Dekorationsmalerei der Brüder Asam.
Von 1744 bis 1749 war er mit zahlreichen Aufträgen in Oberschwaben beschäftigt, weswegen die Familie wahrscheinlich spätestens ab 1746 in Schussenried oder Biberach an der Riß wohnte.
1749/50 verlegte er seinen Wohnsitz nach Würzburg, wo er u. a. die Fresken für den Gartensaal der Würzburger Residenz malte.
Von 1751 bis 1759 arbeitete er an der Ausstattung des Schlosses Bruchsal, der Residenz der Fürstbischöfe von Speyer.
Im Jahr 1761 veröffentlichte er die Beschreibung einer von ihm erfundenen astronomischen Apparatur.

## Werke (Auswahl)
- 1732: 14 Kreuzwegstationen in St. Ulich in Habach
- 1736: Gewölbedekorationen und Altarbilder in der Pfarrkirche St. Johann Baptist in Bergkirchen
- 1737: Fresken in der Roßackerkapelle in Rosenheim
- 1738/39: St. Georg in Raitenhaslach (heute zu Burghausen)
- 1740–1742: Fünf Altarbilder in der Pfarrkirche St. Andreas in Berchtesgaden
- 1742: Zwei Altarbilder für die Choraltäre in der Stiftskirche Berchtesgaden
- 1745/46: Deckenfresken in der Prämonstratenserabteikirche St. Magnus in Schussenried unter vermutlicher Mitarbeit seines Sohnes Januarius
- 1746: Deckenbild im Mittelschiff in der Stadtpfarrkirche St. Martin zu Biberach an der Riß, im folgenden Jahr Ausgestaltung der Seitenschiffe

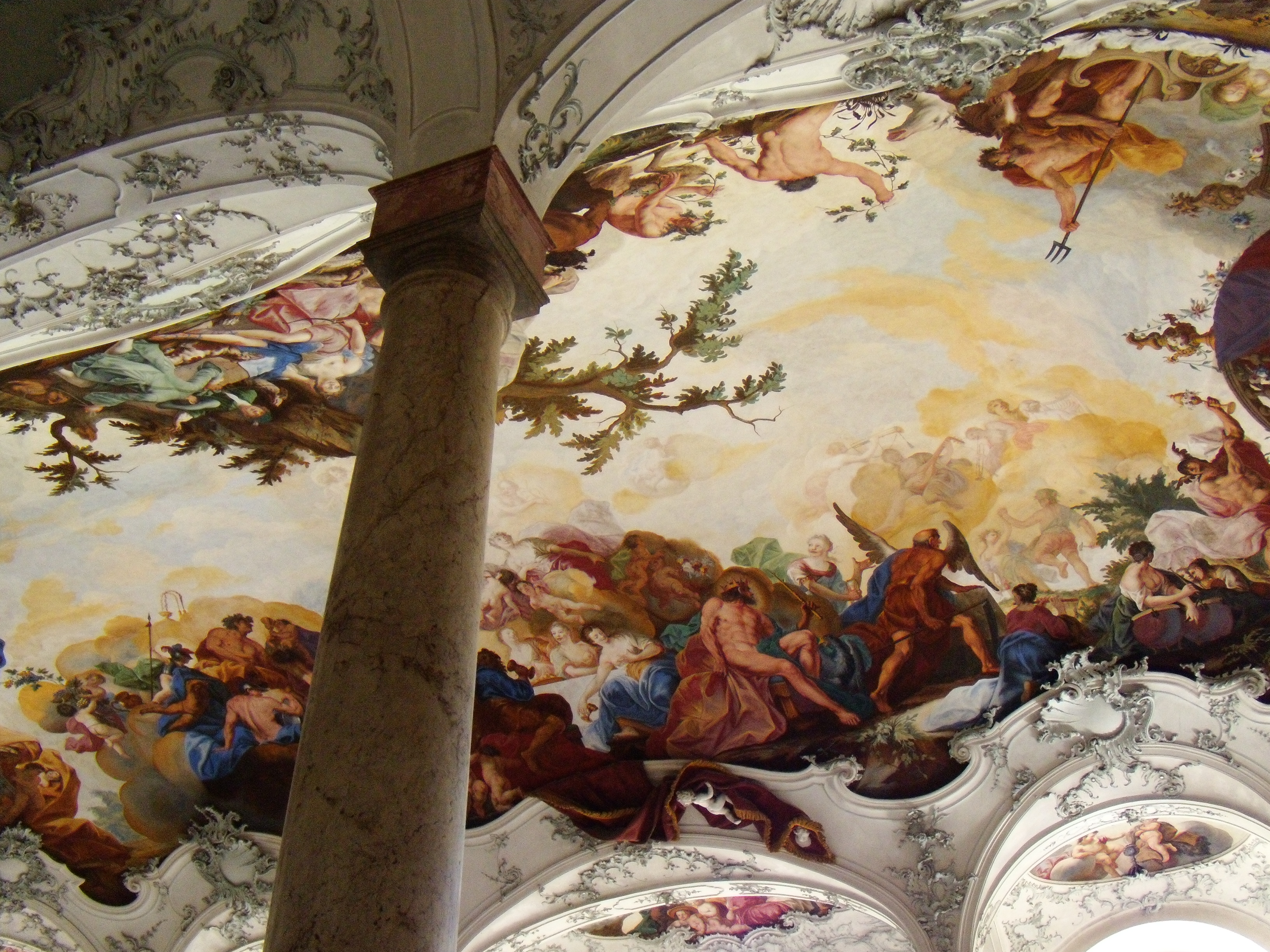
Göttermahl, Deckenfresko im Gartensaal der Würzburger Residenz, Ausschnitt, 1750

- 1749/1750: Fresken für den Gartensaal in der Würzburger Residenz, darunter das Deckenfresko Göttermahl[3]
- 1750: Gemälde Der barmherzige Samariter im Museum für Franken Würzburg[4]
- 1751/1752: Altarblätter „Kreuzabnahme“ und „Franz de Paula“ für die barocke Klosterkirche in Münsterschwarzach
- 1751–1759: Zahlreiche Fresken in der Residenz Bruchsal
- 1753: Ausmalung der Pfarrkirche Amorbach
- 1755: Refektorium des Klosters Oberzell in Zell am Main bei Würzburg
- 1756: Sandkirche in Aschaffenburg
- 1757: Pfarrkirche in Grafenrheinfeld